# Sommerkahl
Sommerkahl település Németországban, azon belül Bajorországban. Lakosainak száma 1307 fő (2023. december 31.). Sommerkahl Schöllkrippener Forst, Schöllkrippen, Blankenbach, Sailauf és Sailaufer Forst községekkel határos.

## Népesség
A település népessége az elmúlt években az alábbi módon változott:
| Lakosok száma | 634  | 837  | 968  | 1053 | 1118 | 1137 | 1177 | 1232 | 1301 | 1307 |
|               | 1875 | 1950 | 1975 | 1987 | 2012 | 2014 | 2016 | 2017 | 2021 | 2023 |